# Gustave Serrurier-Bovy
Gustave Serrurier (* 27. Juli 1858 in Lüttich; † 19. November 1910 ebenda) war ein belgischer Architekt und Designer für angewandte Kunst.

## Biographie und Hauptwerke
Gustave Serrurier stammte aus einer Familie, die traditionell im Baugewerbe tätig war. Er lernte Zeichnen und studierte Archäologie und Architektur an der Académie Royale des Beaux-Arts in Lüttich und entwickelte eine kritische Haltung dazu. Daher schloss er sich den Theorien von Eugène Viollet-le-Duc an, die er als Grundlage für die moderne Architektur betrachtete. Er befürwortete die Suche nach Formen, die dem 19. Jahrhundert eigen waren, und auch den Gebrauch aller verfügbaren Ressourcen an Materialien und Baumitteln. Nachdem er sich als Architekt qualifiziert hatte, baute er mehrere Häuser in Lüttich.
1884 heiratete Gustave Serrurier Maria Bovy, die als Verkäuferin im Kunsthandel der Eltern seines Freundes Armand Rassenfosse tätig war. Ihre einzige Tochter wurde 1885 geboren. Nach ihrer Heirat eröffnete Maria Serrurier-Bovy selbstständig ein Geschäft für exotische, aus Asien importierte Gegenstände, während Gustave Serrurier seinen Beruf als Architekt weiterführte.
Ein Entwurf für das Universitätskrankenhaus in Lüttich (1887) war erfolglos.

### Firmengründungen 1880 bis 1903
Serrurier wandte sich von der Architektur ab und gründete 1888 in Lüttich die Firma Serrurier-Bovy, die komplette Einrichtungen von Innenräumen sowie eine große Auswahl an Möbeln und Dekorationgegenständen anbot. Seine ästhetische Sicht als Innenarchitekt ist in einem kleinen Buch mit dem Titel Album d’Intérieurs in einem Satz zusammengefasst: Ein Ensemble von Möbeln und Dekorationen, um schön zu sein, braucht vor allem Einfachheit in den Linien, Harmonie in den Farben und Einklang in den Proportionen. Ab 1892 entwarf Serrurier selbst die Möbel, die in seinen Werkstätten in Lüttich hergestellt wurden.
Da er sich immer mehr für dekorative Kunst interessierte, wurde er auf die Arts and Crafts-Bewegung aufmerksam, die William Morris in England initiiert hatte und die besonders die Verschönerung von Gebrauchsgegenständen im Wohnbereich durch Kunst befürwortete. Serrurier zeigte sich sehr empfänglich für diese Erneuerung der angewandten Kunst, die alle Bestandteile der Wohnung betraf: Möbel, Tapeten, Wandteppiche, Vorhänge und Metallarbeiten. 1893 besuchte er die von der Arts and Crafts-Bewegung organisierte Ausstellung in London. Er fand die dort angebotenen Werke bemerkenswert. Er stand mit mehreren Künstlern der Bewegung in Verbindung, darunter Arthur Mackmurdo, Charles-F. Annesley Voysey und Walter Crane.
1894 stellte er auf Einladung von Octave Maus (1856–1919) ein Cabinet de Travail im „Salon de La Libre Esthétique“ in Brüssel aus. Dieses Arbeitszimmer, ein ornamentales Gesamtwerk, war ein großer Erfolg und etablierte Serrurier als Akteur der Wohnungserneuerung. Im Jahr 1895 stellte er im „Salon de la Libre Esthétique“ ein schlichtes Chambre d’Artisan vor. Der Begriff Artisan (Handwerker) bedeutete, dass das Zimmer für eine einfache Wohnung bestimmt war. In demselben Jahr gründete Serrurier L’Oeuvre Artistique, eine Gruppe, die in Lüttich eine internationale Ausstellung hauptsächlich für die angewandten Künste organisierte. Vorträge über Kunstschaffende und zeitgenössische Themen sowie Konzerte und ein Theaterstück von Ibsen erweiterten den Rahmen der Ausstellung. Die Glasgower Four (Charles Rennie Mackintosh, Margaret MacDonald Mackintosh, James Herbert MacNair, Frances MacDonald) führten dort ihre erste gemeinsame Präsentation durch. Unter anderem war es für Hector Guimard die Gelegenheit, nach Belgien zu reisen und das Werk von Victor Horta zu entdecken, das seine weiteren Arbeiten beeinflussen sollte. 1897 richtete er das Haus des Notars Albert Bauwens in Brüssel ein. Für das Esszimmer entwarf er eine Anrichte mit einem schönen Ensemble von Verschlingungen sowie Kompositionen aus geschwungenen Linien, die viele seiner Kreationen aus dieser Zeit charakterisierte. Im selben Jahr fand die „Koloniale Ausstellung“ in Tervueren statt. Dort stellte er eine originelle Architektur aus großen Bögen vor, deren Enden Sitzbänke bildeten. Er eröffnete ein Geschäft in Brüssel.

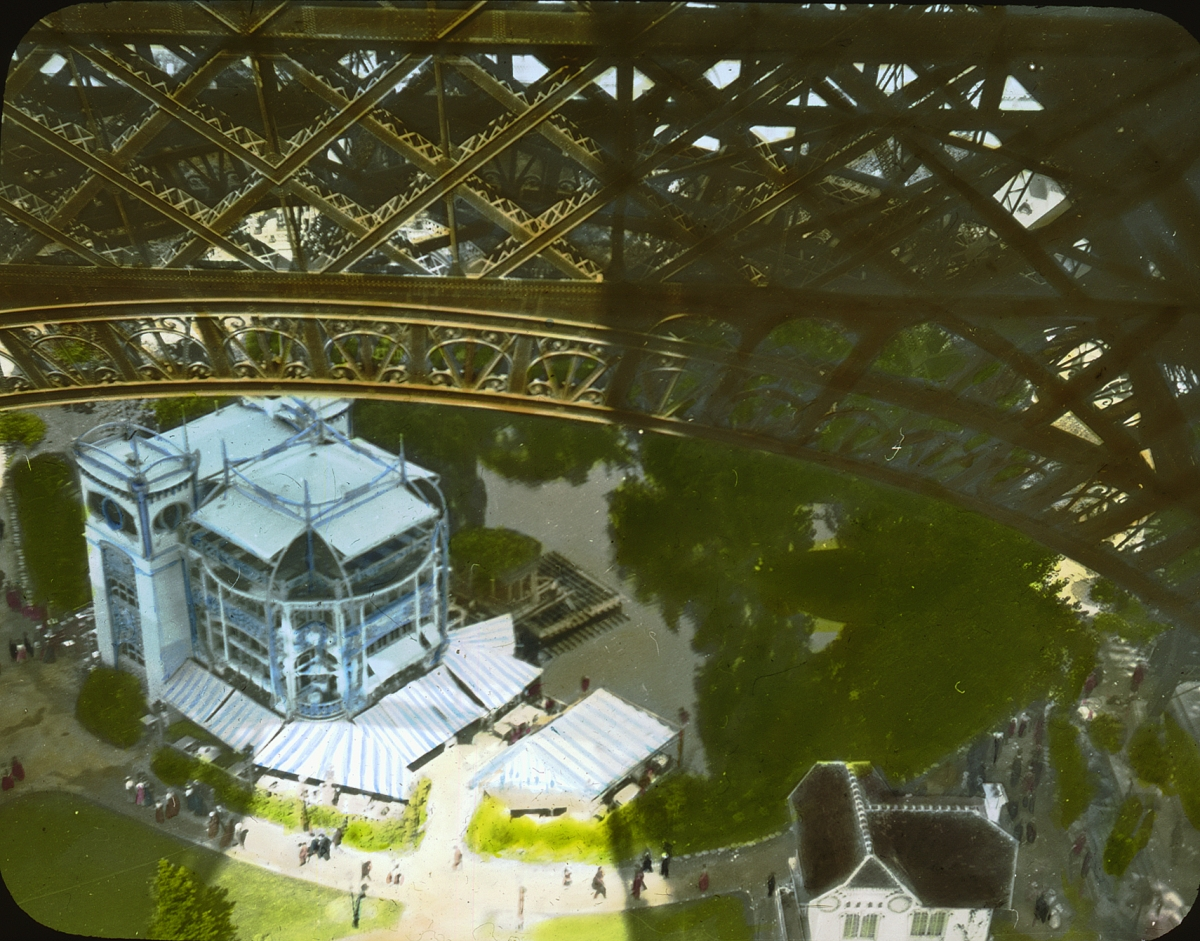
Le Pavillon bleu neben dem Eiffel-Turm, 1900

Ab 1898 erweiterte Serrurier seine Tätigkeit außerhalb Belgiens, hauptsächlich in Paris, wo er die Möbel für das Raucherzimmer des Chatham-Hotels entwarf. Er schloss eine Partnerschaft mit dem Pariser Architekten René Dulong (1860–1944). Seine Werkstätten in Lüttich wurden erweitert und enthielten ab dieser Zeit auch eine Schmiede für die Metallbearbeitung.
Im Jahr 1900 eröffnete Serrurier zusammen mit René Dulong als Konzessionär in Paris L’art dans l’habitation, ein Verkaufs- und Ausstellungshaus. Die Möbel und Dekorationsgegenstände wurden weiterhin in Lüttich hergestellt. Auf der Weltausstellung Paris 1900 in Paris baute und dekorierte er in Zusammenarbeit mit Dulong ein Restaurant, Le Pavillon bleu, das sich am Fuße des Eiffelturms befand. Die Architektur des Gebäudes zeichnete sich durch gespannte Kurven aus, die an den Stil der Möbel Serruriers erinnerten. Als der belgische Geiger Eugène Ysaÿe einen Schreibtisch bei ihm bestellte, entwarf Gustave Serrurier ein Modell mit einem Fach für Notenblätter. Dieser Schreibtisch sollte später im Studio des Komponisten Alexander Scriabin in Moskau seinen Platz finden.
1901 übernahm Serrurier die Einrichtung eines Schlosses in La Chapelle-en-Serval, das in einem Park nördlich von Paris liegt. Das Haus verfügte über viele Empfangsräume und Schlafzimmer. Dort schuf er eine Umgebung, die das Landleben darstellte und sich durch besonders raffinierte Farbharmonien auszeichnete. Im selben Jahr besuchte Gustave die Ausstellung „Ein Dokument Deutscher Kunst“ in Darmstadt. Obwohl er die Veranstaltung interessant fand, war er sehr kritisch gegenüber den Werken des deutschen Jugendstils. Im Gegensatz dazu befürwortete er die schlichten Linien und Formen, die seine Werke immer mehr charakterisieren sollten.

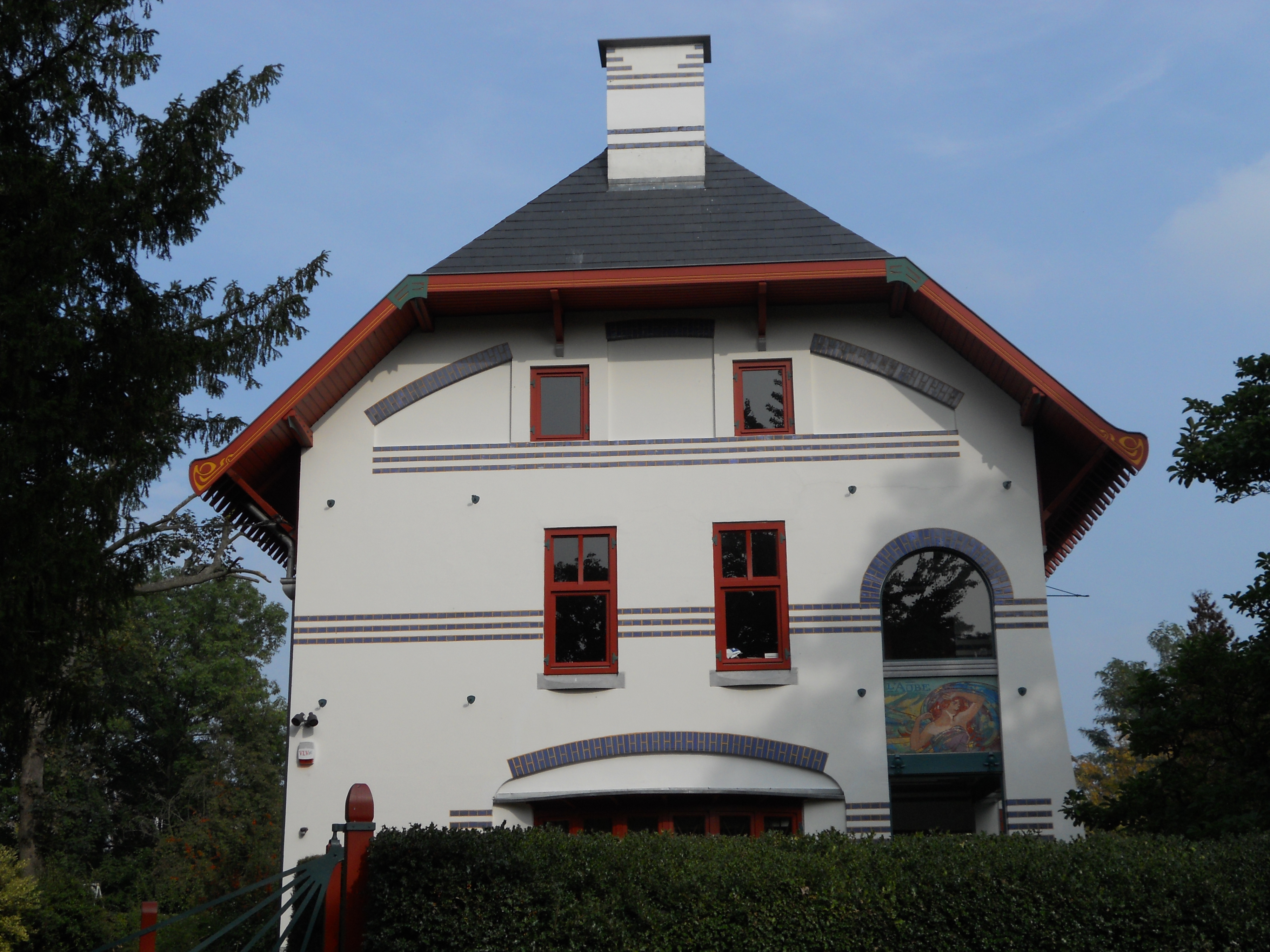
Villa l’Aube in Lüttich

Als Verfechter der Kunst für alle entwarf Serrurier 1902 ein Möbelmodell mit dem Namen Campagne, das serienmäßig hergestellt wurde. Es handelte sich um einfache, ästhetische, funktionale und kostengünstige Möbel. 1902 war auch das Jahr, in dem die Pläne für L’Aube entworfen wurden. Diese Villa sollte ab 1904 das Wohnhaus seiner Familie und auch ein Treffpunkt für Vertreter der dekorativen Künste werden. Er schuf dort ein naturnahes Lebensumfeld. Die Empfangsräume umfassten einen Salon, ein Esszimmer, ein Musikzimmer, aber auch einen kleinen Innengarten und eine Volière. Die Möbel im Salon bestanden aus Prototypen der Möbel des Liszt-Modells, die später (1903–1904) hergestellt wurden. Zur gleichen Zeit entwarf er die Möbel Perle simple, die durch ihre schlichten Linien auffielen, und die Möbel für den Musiksalon im Schloss La Chapelle-en-Serval, die von Emile Berchmans dekoriert wurden. Er eröffnete ein Geschäft in Den Haag.
Im Januar 1903 wurde Serrurier Vorsitzender der Avant-Garde, eines literarischen und künstlerischen Kreises. Im gleichen Geiste wie er vertrat der Kreis sozial fortschrittliche Ideen und diskutierte die Beziehung der Kunst zur Gesellschaft. Im März 1903 wurde die Firma Serrurier & Cie gegründet. Sie vereinte Serrurier und zwei Teilhaber, darunter René Dulong, der die künstlerische Verantwortung teilte. Der Schwerpunkt lag auf der Serienfertigung von Möbeln und der Herstellung von dekorativen Gegenständen, insbesondere von Leuchten. Die Firma beschäftigte 60 Tischler und existierte bis 1907. 1903 unternahm Serrurier zusammen mit Dulong den Umbau und die Dekoration des Schlosses La Cheyrelle, eines Anwesens im Cantal. Diese Arbeit sollte bis 1905 dauern. Die erste Phase bestand in der Schaffung eines großen Wohnzimmers, bemerkenswert wegen seinen drei Jochen und den „Schneeglöckchenfries“. Für die Schlafzimmer von La Cheyrelle wurden die Silex-Möbel entworfen, die ab 1905 serienmäßig hergestellt wurden. Neue Modelle von Esszimmermöbeln, die nach Blumen benannt wurden, stammen aus dem Jahr 1903: Marguerite, Réséda, Tulipe. Zu dieser Zeit entstanden auch kleine Wohnzimmermöbel, die nach Bach benannt wurden.
1904 eröffneten Serrurier und Dulong ein neues Geschäft in Paris. Dort wurden Möbel und Dekorationsgegenstände sowie Tapeten, Stoffe und Stickereien verkauft. Serrurier nahm an der Weltausstellung in Saint-Louis teil. Dort erhielt er eine Gold- und eine Silbermedaille. Von 1904 bis 1906 war Serrurier auf den “Salons de l’Automobile de Paris” vertreten. 1904 nahm er am Wettbewerb für die Einrichtung von Gästezimmern des Automobile Club de France teil. Ende des Jahres meldete er drei Patente für Büromöbel an: einen amerikanischen Sigma-Schreibtisch, eine Gamma-Drehbibliothek und modulare Bibliotheken. 1905 wurde eine Zweigstelle in Nizza eröffnet und das Geschäft in Den Haag geschlossen. In dieser Zeit wurden die Silex-Möbel serienmäßig gefertigt. Sie sind sehr einfache Möbel aus Pappelholz, mit Schablonen verziert. In einem ganz anderen Stil wurden Wohnzimmermöbel aus Mahagoni mit einer überwiegend geradlinigen Form geschaffen, die den Namen Saint-Saëns trugen. Die Dekoration dieser Möbel enthielt kleine Platten aus Loetz-Glas, ein Material, das damals auf mehreren Möbeln und Objekten verwendet wurde. Serrurier nahm an der Weltausstellung 1905 in Lüttich in vielen verschiedenen Bereichen teil (Möbel, Stoffe, Beleuchtungsgeräte, Stickereien, Schmiedearbeiten usw.). Er erhielt dort zwei Goldmedaillen, zwei Silbermedaillen und zwei Bronzemedaillen. Die Firma Serrurier & Cie verkaufte auch Schmuckstücke mit Halbedelsteinen, die in vergoldetem Silber gefasst sind. Sie zeichneten sich durch ihre Einfachheit und geometrische Formen aus.

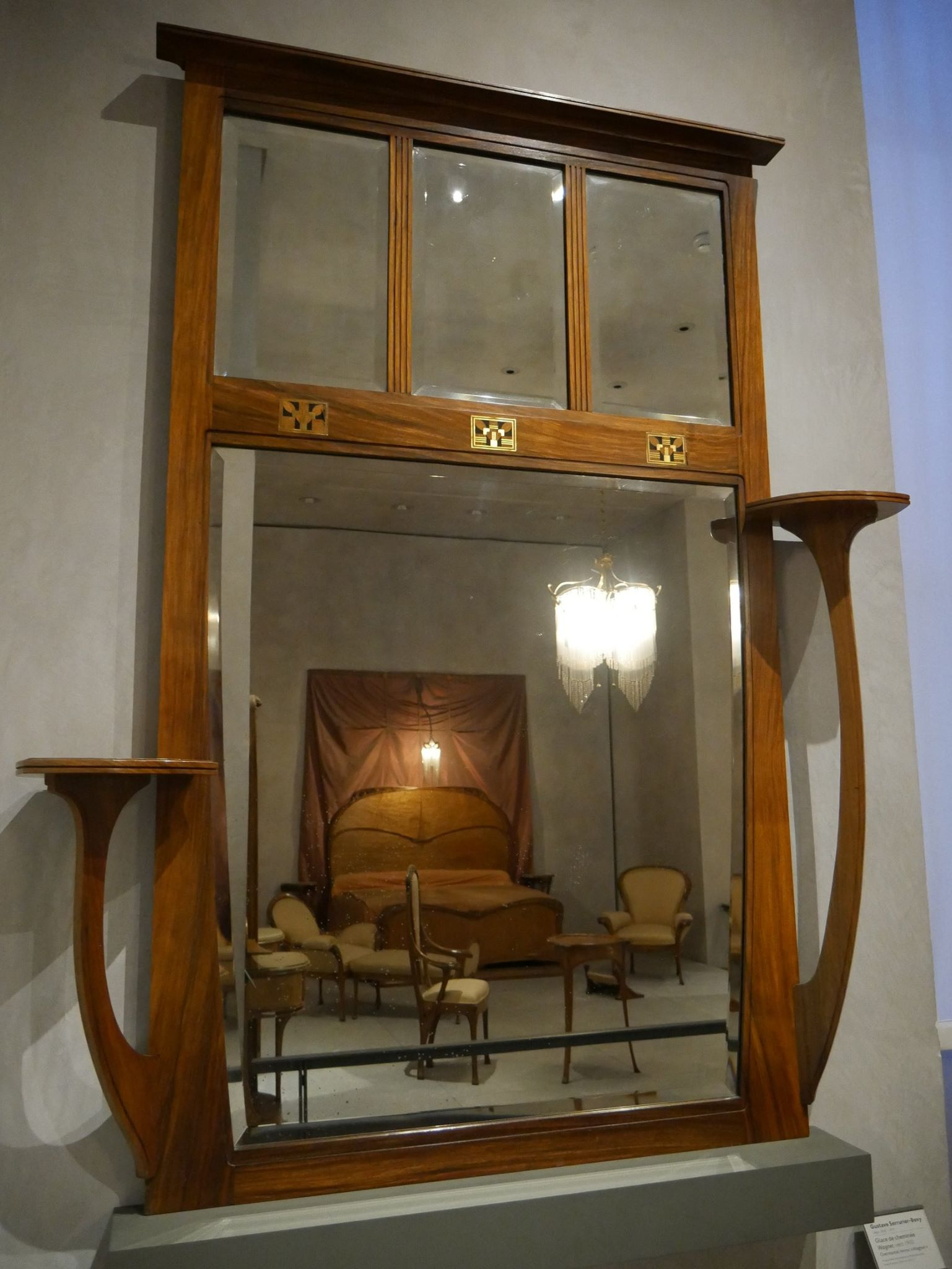
Glace de cheminée Wagner

1906 bot die Firma Serrurier & Cie in Lüttich, Brüssel, Paris und Nizza eine große Anzahl von Einrichtungs- und Dekorationsartikeln an. Serrurier entwarf ein Esszimmermodell aus Ulmenholz mit Intarsien, das Magnolia genannt wurde.

### 1907 bis 1921
Im Juli 1907 wurde die Firma Serrurier & Cie aufgelöst und das Geschäft in Paris geschlossen. Die Verkaufstätigkeit wurde unter dem Namen Serrurier-Bovy fortgesetzt.
1910 entwarf und baute Serrurier seinen eigenen Pavillon auf der Ausstellung in Brüssel. Dort präsentierte er insbesondere die Wagner-Bibliotheksbank aus Mahagoni mit einem Dekor aus stilisierten Blumen in Intarsienarbeit. Im Herbst 1910 entwarf er Dekorationen für die Einrichtung einer Villa in Mar del Plata in Argentinien, der Villa Ortiz Basualdo. Serrurier konnte weder die Dekoration noch die Einrichtung der Villa fertigstellen. Er starb unerwartet am 19. November 1910. Sein Grab befindet sich auf dem Cimetière de Robermont in Lüttich.
Die Herstellungs- und Verkaufstätigkeit der Firma Serrurier-Bovy unter der Leitung von Serruriers Ehefrau und der Tochter bestand noch einige Jahre fort. Die Firma wurde 1921 endgültig geschlossen.

## Bibliographie
- Jacques-Grégoire Watelet, Serrurier-Bovy, De l’Art nouveau à l’Art déco, Edition du Perron, Liège, 1986.
- Graciela Di Lorio et Jacques-Grégoire Watelet, Villa Ortiz Basualdo, Mar del Plata, Serrurier-Bovy, Éditions du Perron, Liège, 1994.
- Françoise Bigot du Mesnil du Buisson et Etienne du Mesnil du Buisson, Gustave Serrurier-Bovy. Origines et destins de la firme Serrurier-Bovy, Bulletin de l’Institut Archéologique Liégeois, CX (1999), p. 271-383.
- Jacques-Grégoire Watelet, L’œuvre d’une vie, Gustave Serrurier-Bovy, Architecte et décorateur Liégeois, 1858-191O, Edition du Perron, Liège, 2000.
- Françoise Bigot du Mesnil du Buisson et Etienne du Mesnil du Buisson, Serrurier-Bovy, un créateur précurseur 1858-1910, Editions Faton, 2008. (English version : Serrurier-Bovy, a visionary designer 1858-1910)
- Muriel De Groef et Isabel Wets, Art Nouveau, Villa Ortiz Basualdo, Mar del Plata, Serrurier-Bovy, Husson Editeur, 2008.
- Marie-Amélie Tharaud, Un joyau éphémère de l’Art nouveau : le Pavillon Bleu à l’Exposition Universelle de 1900, Livraisons de l’histoire et de l’architecture, 19|2010.

## Sammlungen, Dauerausstellungen
- Piano de Gustave Serrurier et Emile Berchmans. In: Grand Curtius. (französisch).
- Le Studio Eugène Ysaye. In: Grand Curtius. (französisch).
- Art(s) nouveau(x) belge(s). In: Maison Hannon. 2023 (französisch).
- Banc | Gustave Serrurier-Bovy. In: Design Museum Gent. 1905 (französisch).
- Gustave Serrurier-Bovy (1858 - 1910) | Fotos. In: Musée d’Orsay. (französisch).
- gustave-serrurier-bovy-salle-a-manger-pour-albert-bauwens. In: MUDO-Musée de l’Oise. Ehemals im Original (nicht mehr online verfügbar) (französisch). (Seite nicht mehr abrufbar. Suche in Webarchiven)
- Search results for Gustave Serrurier-Bovy. In: Metropolitan Museum of Art. (englisch).
- Bibliothèque Serrurier-Bovy. In: GAR (Groupe d’ateliers de recherche). (französisch).